# Розовка (Гайсинский район)
Розовка (укр. Розівка) — село на Украине, находится в Гайсинском районе Винницкой области.
Код КОАТУУ — 0520882006. Население по переписи 2001 года составляет 62 человека. Почтовый индекс — 23700. Телефонный код — 4334.
Занимает площадь 0,049 км².

## Адрес местного совета
23750, Винницкая область, Гайсинский р-н, с.Жерденовка, ул.Ленина, 30